# INNtöne Jazzfestival

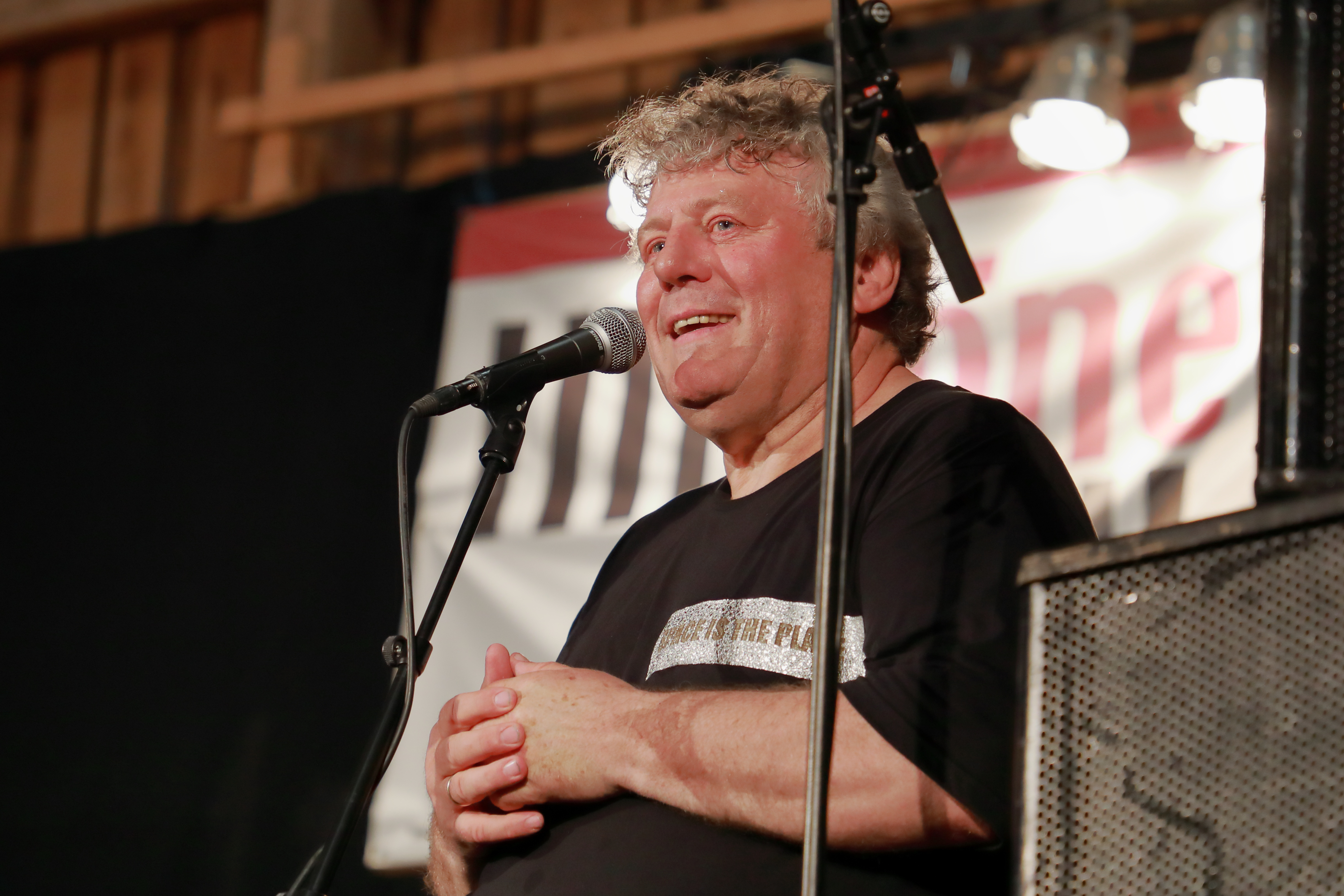
Paul Zauner begrüßt die Gäste, 2019

Das INNtöne Jazzfestival   ist ein in Diersbach im oberösterreichischen, ländlichen Innviertel jährlich zu Pfingsten, bzw. seit 2020 im Sommer,  stattfindendes dreitägiges Internationales Jazzfestival. Veranstalter ist ein Festival-Team, dessen künstlerischer Leiter der Biobauer, Jazz-Bandleader und Musiklabel-Unternehmer Paul Zauner gemeinsam mit Klaus Stumvoll seit vielen Jahren ist. 2018 hatte das Festival 3500 Besucher.

## Geschichte
Erstmals wurde das Festival unter dem Namen Jazzfestival Sigharting 1986 in der Gemeinde Sigharting veranstaltet, dann jahrelang in der Rothuberhalle der Kleinstadt Raab (Oberösterreich) als Raaber Jazzfest. Von Anfang an waren international bekannte Musiker mit von der Partie: 1986 etwa Billy Cobham, Lou Donaldson, Ray Anderson und Terje Rypdal mit ihren Bands, 1987 Christian Muthspiel, Dave Holland & Kenny Wheeler, Bob Stewart, Steve Coleman.
Seit 1995 heißt das Festival INNtöne und fand in diesem und dem folgenden Jahr auf dem Terrain des Schloss Sigharting statt. In den Jahren 1997–98 zog das Jazzfest auf Schloss Zell in der Gemeinde Zell an der Pram um, fand danach wiederum zwei Jahre lang auf Schloss Sigharting statt. Für ein Jahr versuchte man es 2001 mit dem KIK in Ried im Innkreis.

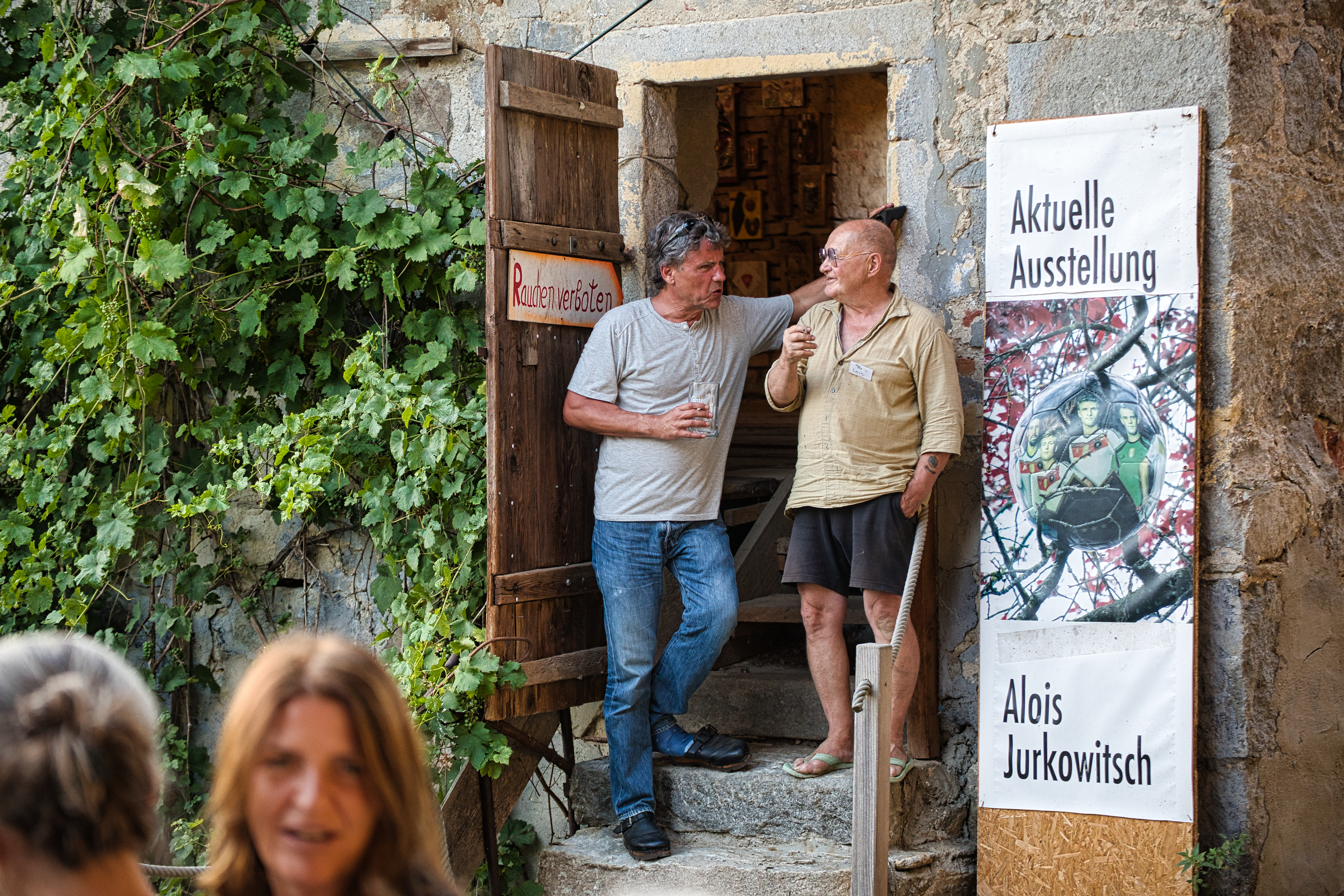
Alois Jurkowitsch (rechts) im Gespräch mit einem Besucher seiner Ausstellung (2022)

Seit 2002 findet das Inntöne-Jazzfestival auf dem Biobauernhof-Gelände von Paul Zauners Familie mit dem Untertitel „Jazz auf dem Bauernhof“ statt. Um das technisch und vor allem baurechtlich (Fluchtwege, Brandschutz) zu ermöglichen, wurden umfangreiche Umbauarbeiten durchgeführt und die freilaufenden Bio-Zuchtschweine räumlich entfernt ausgelagert. Die Hauptbühne ist im „Stadel“, daneben gibt es noch Konzerte in den alten Wirtschaftsgebäuden, dem „St. Pig´s Pub“ (der alten Schweinestall) und dem „Blue Horse Club“. Eine Kunstausstellung in der „Nordstallgalerie“ und ein Kinderprogramm ergänzen das Angebot. Seit 2010 gestaltet die Künstlerin Rosa Parz das „Rechte Bühnenbild“.
2020 wurde das Festival aufgrund der COVID-19-Pandemie auf August verschoben. Das Programm war wegen der Reisebeschränkungen weitgehend auf europäische Künstler beschränkt. Die Besucherzahl wurde auf 750 Gäste pro Tag begrenzt. Insgesamt kamen an den drei Tagen 1650 zahlende Gäste, was ca. 60 % der üblichen Besucher entspricht. 2021 fand das Festival ebenfalls open air im Sommer statt, genauso in den Folgejahren bis 2025.
In den letzten Jahren hat es sich aus Sicht des ORF zu einem der zwei wichtigsten Jazzfestivals in Österreich entwickelt und präsentiert die Musik zwischen Avantgarde-Jazz und dem Gospel, Soul und Blues. Entsprechend wird ein Teil der Konzerte mitgeschnitten und im Hörfunk vorgestellt.

## Strukturen und Wirkungen

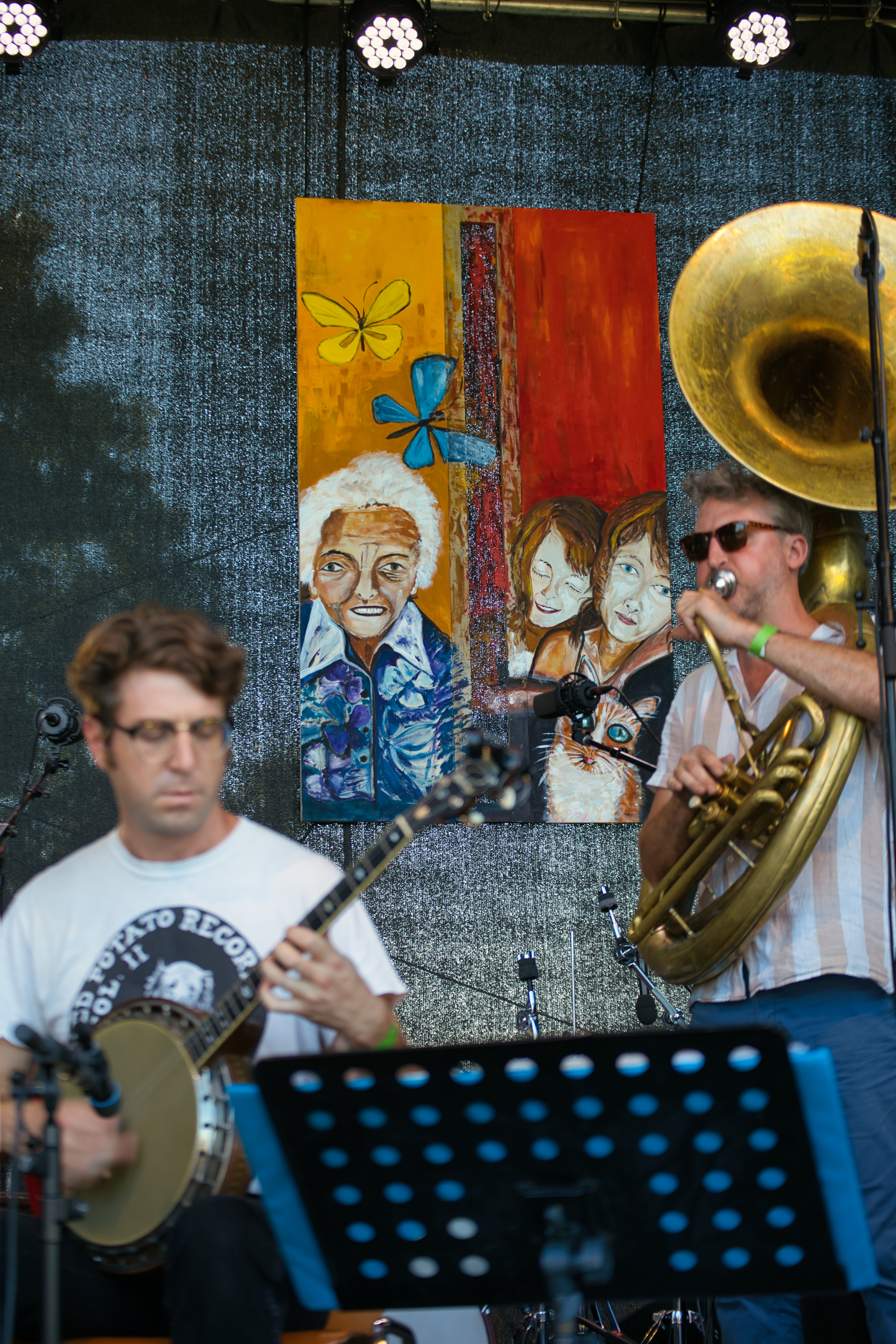
2022 eröffnete die „Oldtime Jazzband“ Tuba Skinny das Festival. Das von Rosa Parz gestaltete Bühnenbild zeigt Maria Zauner, die Mutter Paul Zauners.

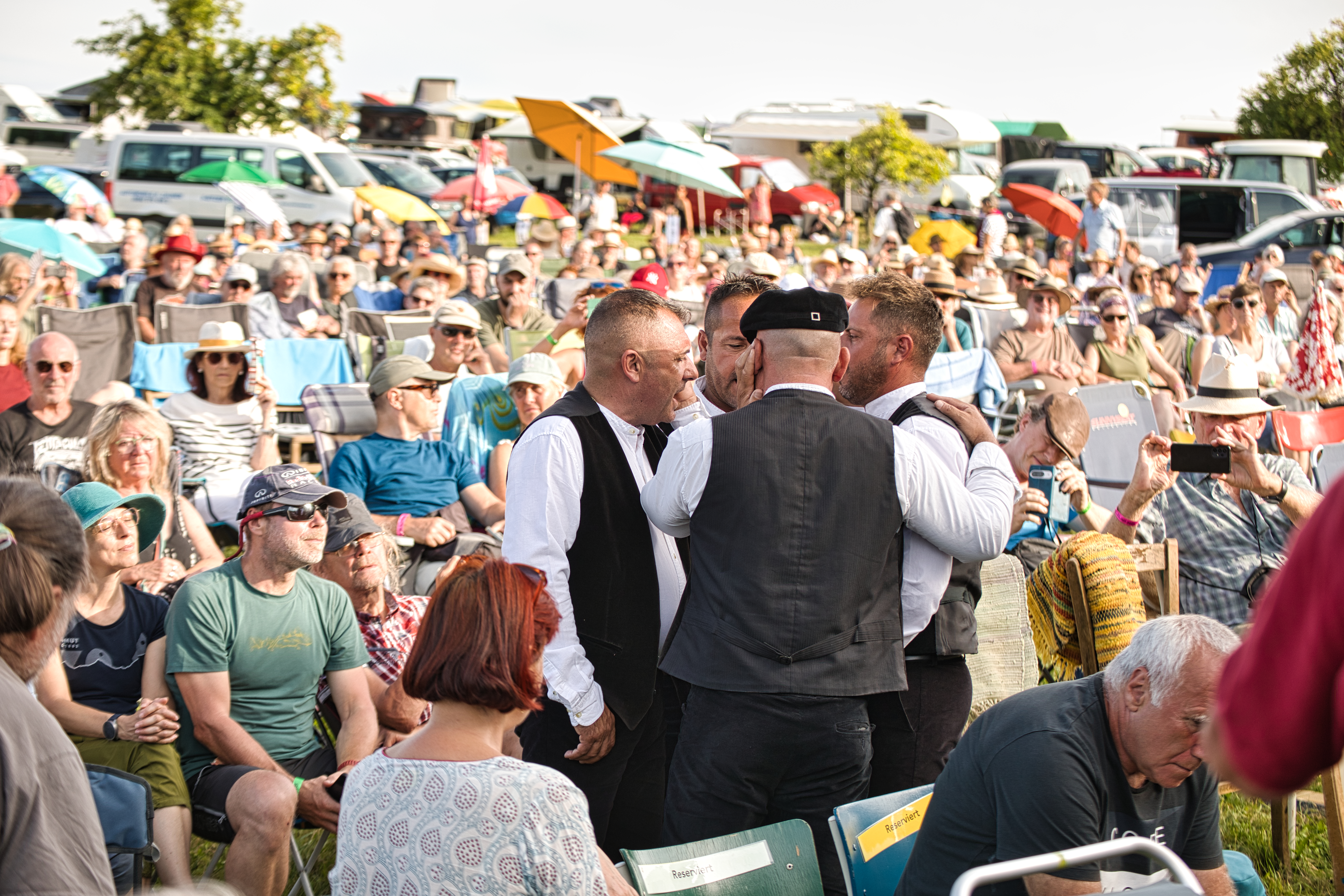
Der sardische Chor Concordu e Tenore de Orosei, 2025

Das Festival wird von der Gemeinde Diersbach, dem Bundesland Oberösterreich und weiteren, auf der Website genannten Sponsoren unterstützt. Rund 70 Radiostationen weltweit (in den USA, Kanada, Japan und Europa) senden Konzert-Mitschnitte aus Zauners abgelegenem Bio-Bauernhof. Die größten, im deutschsprachigen Raum bekanntesten darunter sind der Deutschlandfunk, der Kulturkanal WDR3 sowie der ORF. Durch diese Medienpartnerschaften werden die Einladungen hochkarätiger, internationaler Musiker ökonomisch erst machbar.
Dabei gibt es nach wie vor keine von einem Sicherheitsdienst bewachten Tore und V.I.P.-Bereiche, sondern es herrscht eine Atmosphäre der gegenseitigen Wertschätzung. Von Passau und vom Bahnhof Schärding wird ein Zubringer-Bus-Dienst für per Eisenbahn Angereiste angeboten. Auch ein eigenes Kinder-Programm gehört seit Jahren dazu.
Das Musik-Programm bietet konzeptionell neben internationalen Jazzgrößen auch immer etliche österreichische Jazzmusiker und solche, die Inspiration aus der jeweiligen traditionellen Volksmusik ziehen. Eine Besonderheit dabei ist, dass Zauner „…allen Musikern den gleichen Stellenwert einräumt, egal ob Jazz-Legende oder Newcomer.“
Das Fachblatt Downbeat schrieb 2019: „Für ein Vierteljahrhundert war INNtöne vor der Welt versteckt. (Die Besucher kommen größtenteils aus Österreich, Deutschland und der Schweiz.) Es finanziert sich über die Tickets, Regierungszuschüsse, Gastronomieeinnahmen (mögen Sie vegan oder vegetarisch?) und gelegentliche Sponsoren. Zauner, dem auch das Independent-Label PAO Records gehört, kommt damit klar, dass das Parken auf seinem Land gebührenfrei ist. Einige Festivalbesucher haben vorgeschlagen, ein Amphitheater gegenüber dem Bauernhaus, in dem seine 83-jährige Mutter lebt, zu bauen. Solche Ideen tut er ab. ‚Ich mach genauso weiter‘, erklärte er, ‚Größer zu werden, wäre nicht gut für meine Seele.‘“ Maria Zauner, „die gute Seele des Festivals“, starb Ende 2022 im Alter von 90 Jahren.
Im Fachmagazin LondonJazzNews schrieb der Rezensent: „INNtöne ist die bemerkenswerte Schöpfung einer beachtenswerten Gestalt im Jazz. Das Essen und der Wein und das Bier und die Gemeinschaft und das Familiengefühl dieses Festivals sind etwas Besonderes. Die Österreicher benutzen das Wort ‚Servus!‘ zur Begrüßung, zum Abschied oder als ‚Prosit!‘ Das vermittelt den glücklichen Geist dieses gastlichen Festivals.“
Jazzzeitung.de nannte das Festival „Das schönste Jazzfestival der Welt“

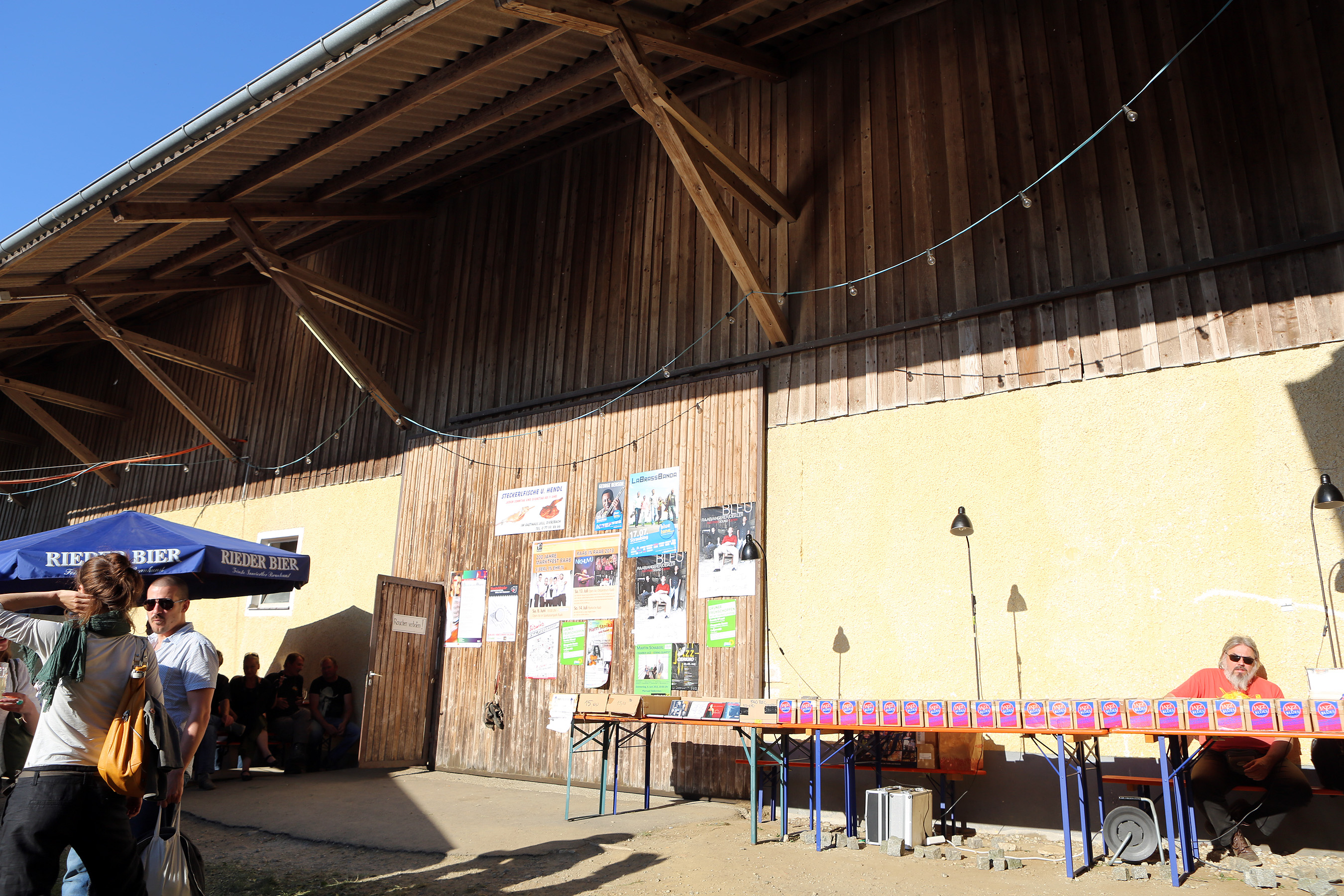
Jazz am Bauernhof (2013)
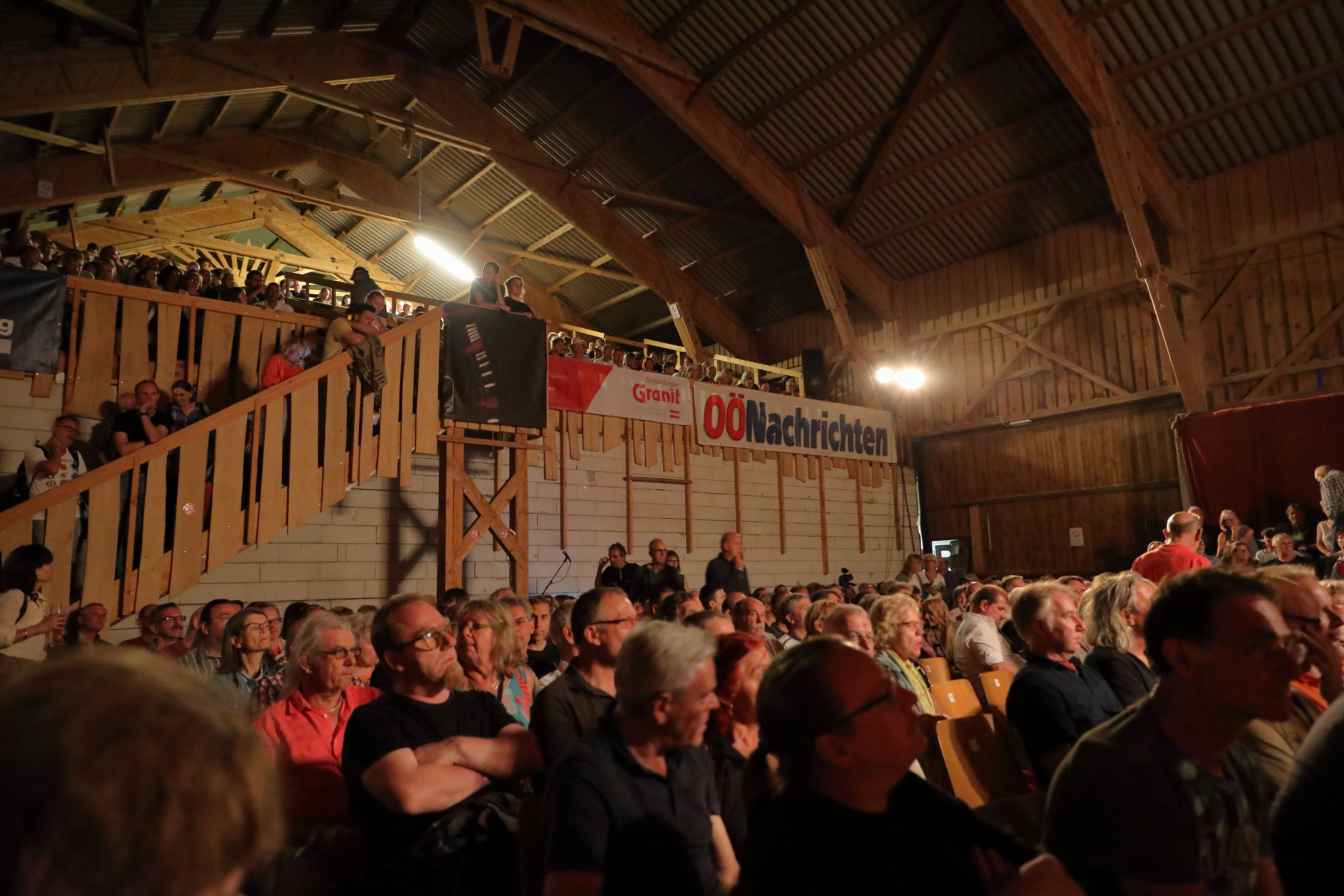
Im „Stadel“ zu Beginn eines Konzertes
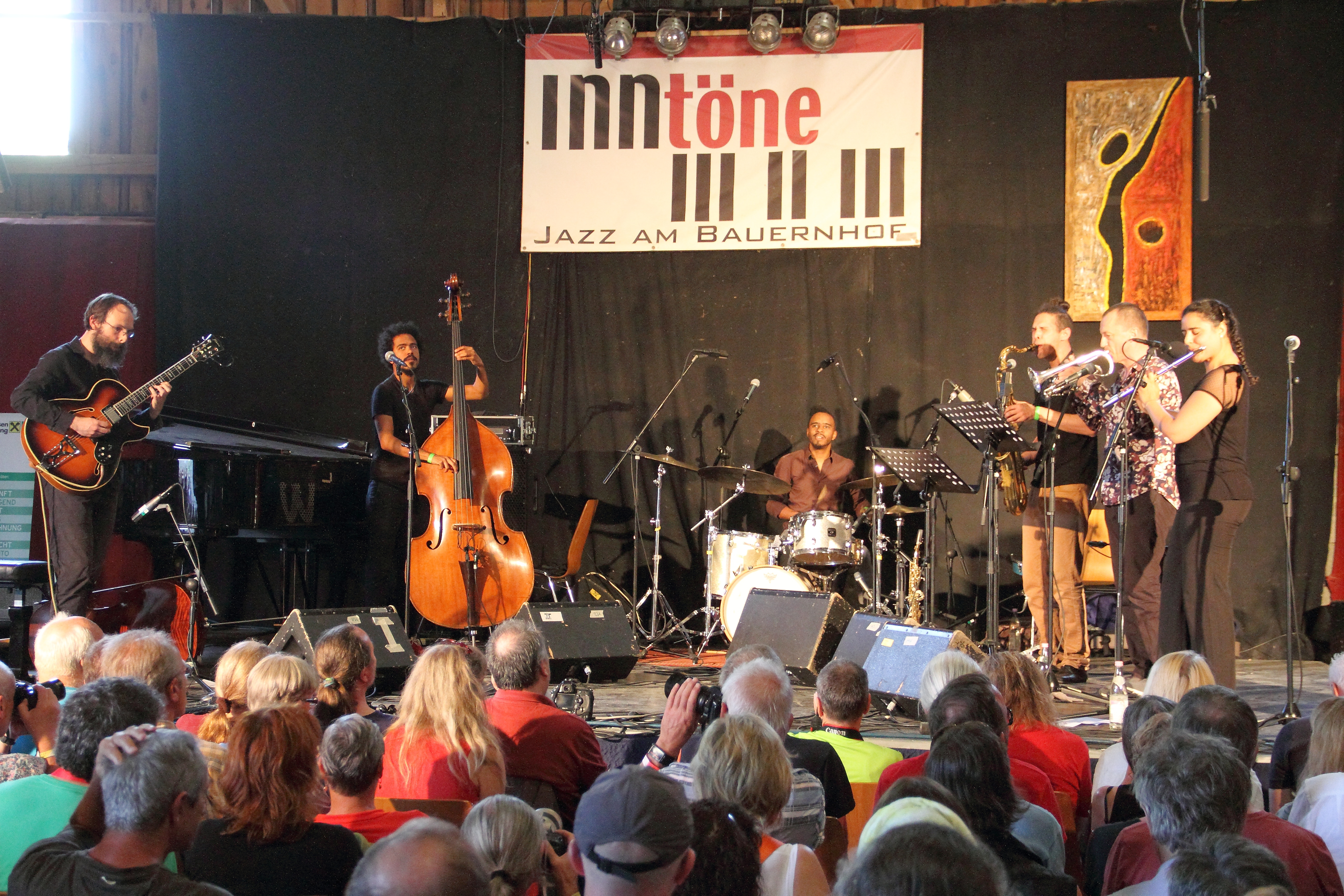
Naïssam Jalal und ihre Rhythms of Resistance (2017)
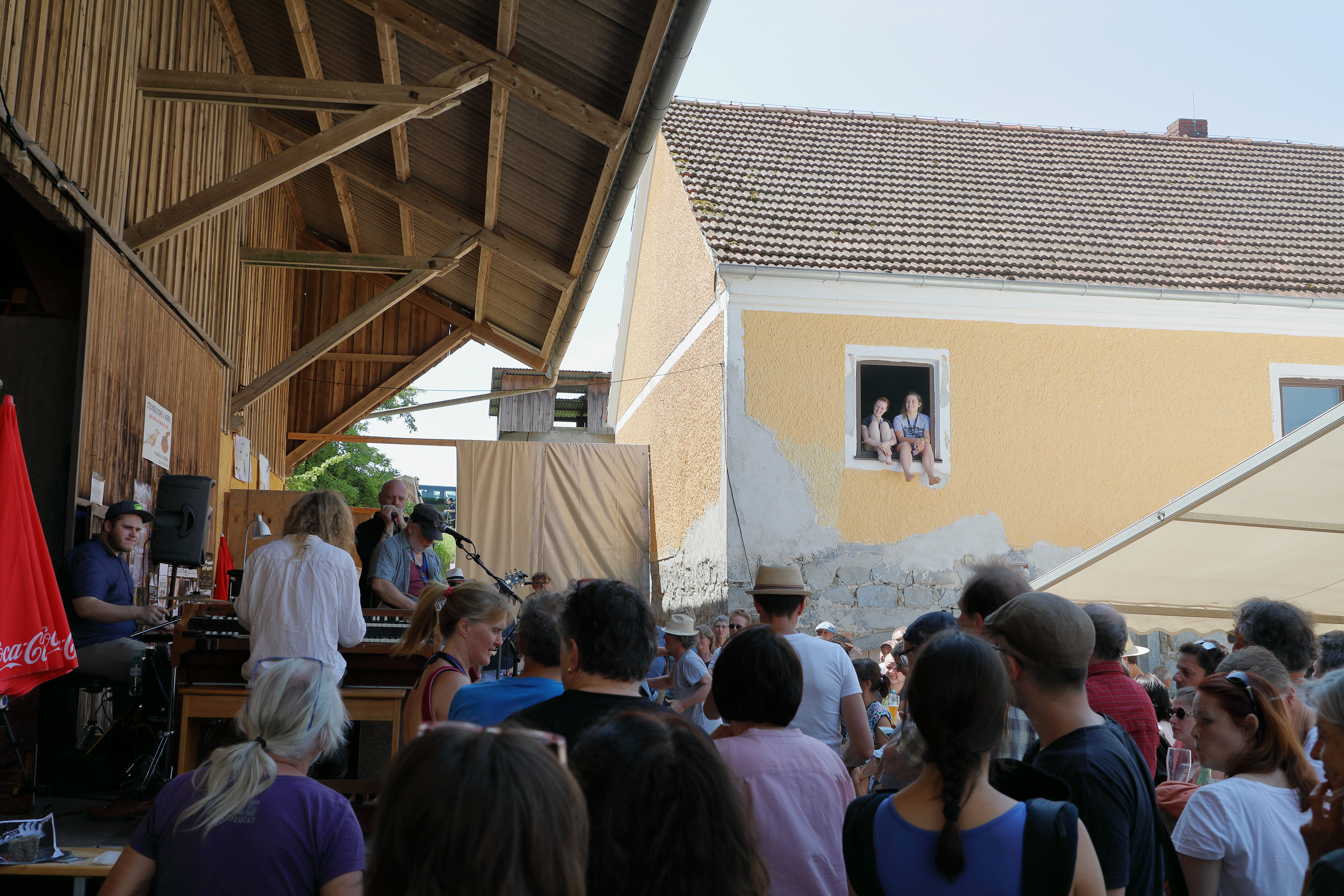
Zum traditionellen Frühschoppen am Sonntag spielt 2019 The Southern Brothers Band
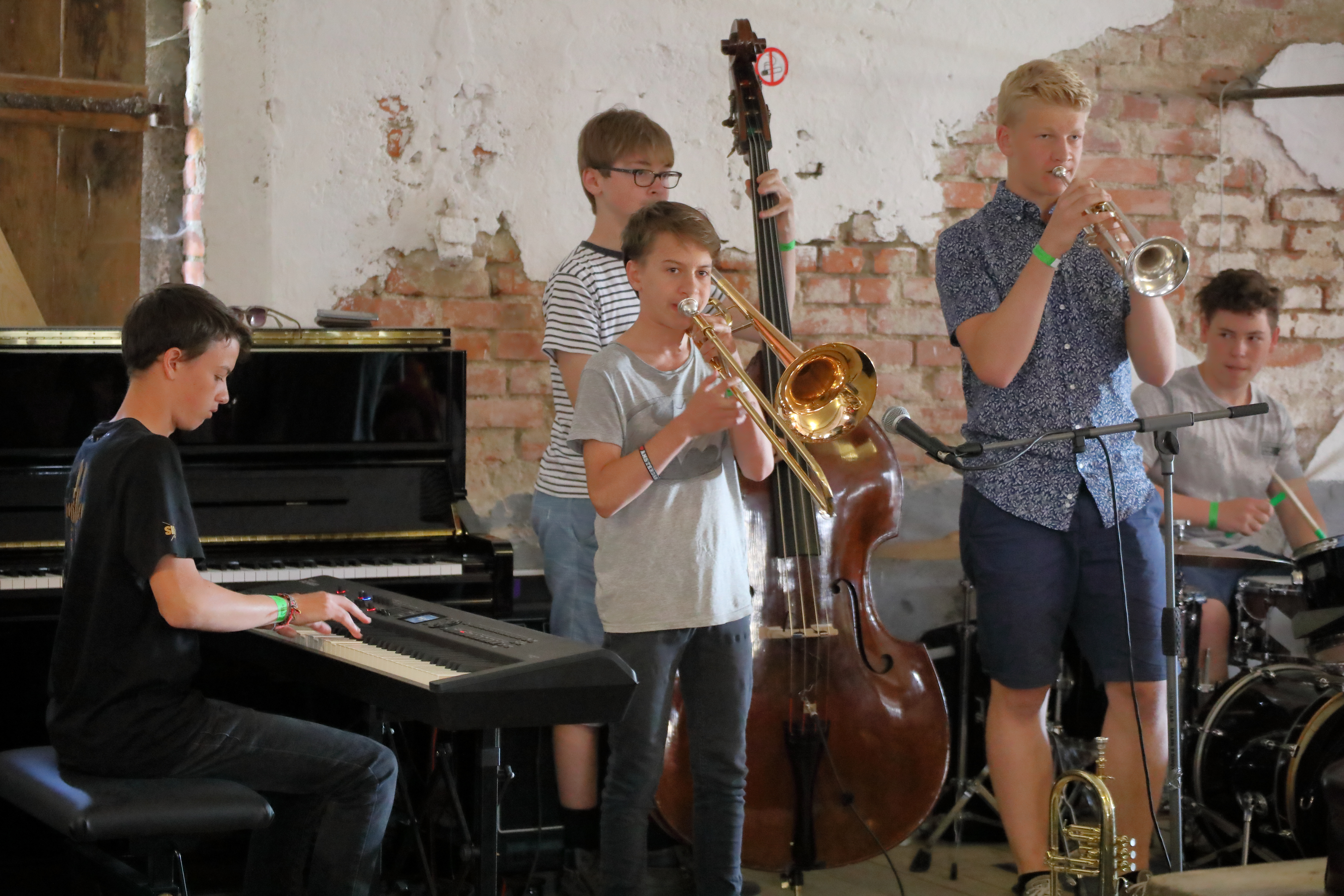
Die Nachwuchsband FunChord im „St. Pigs Pub“ 2019
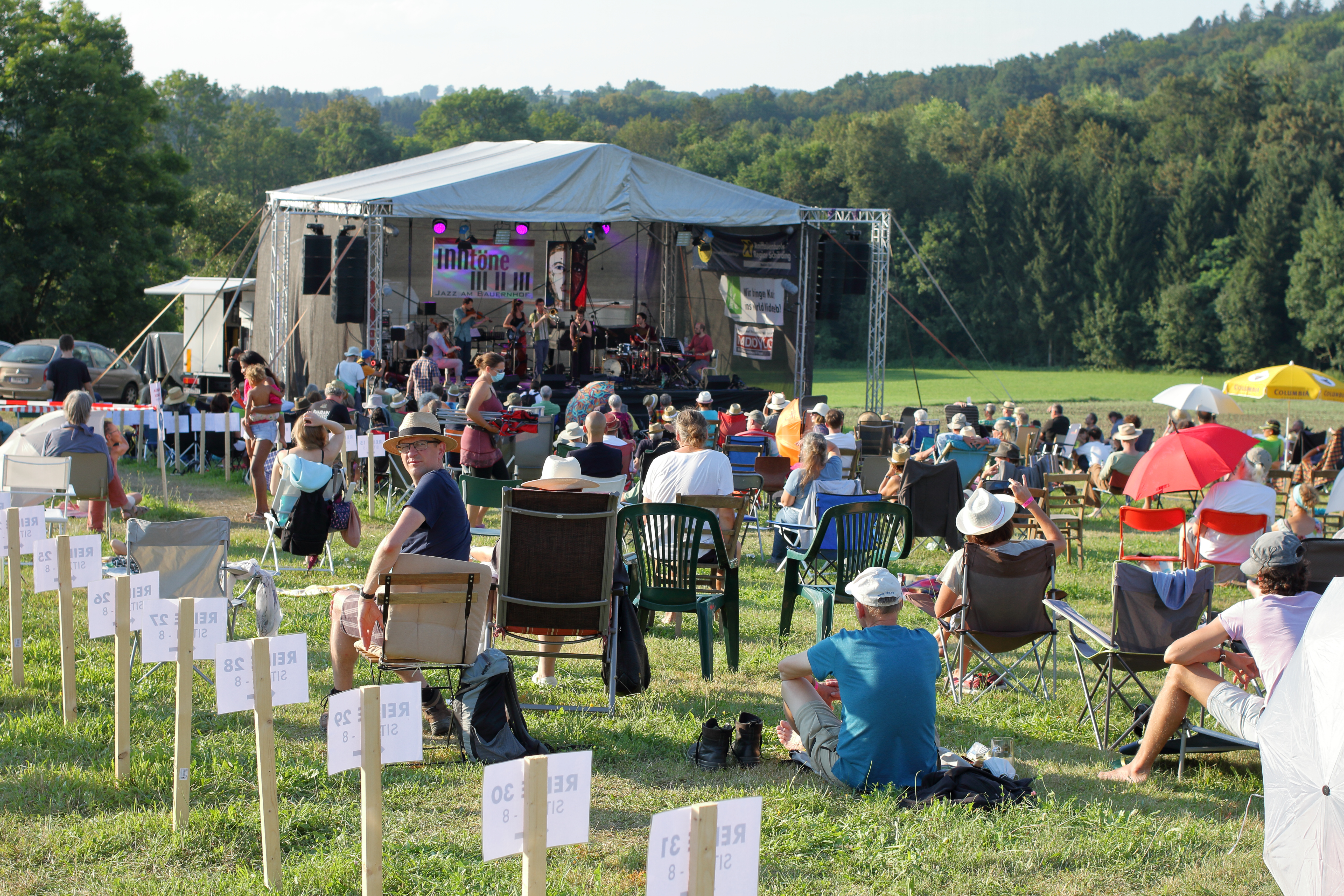
Durch die COVID-19-Pandemie bedingt als Open-Air-Veranstaltung im Jahr 2020
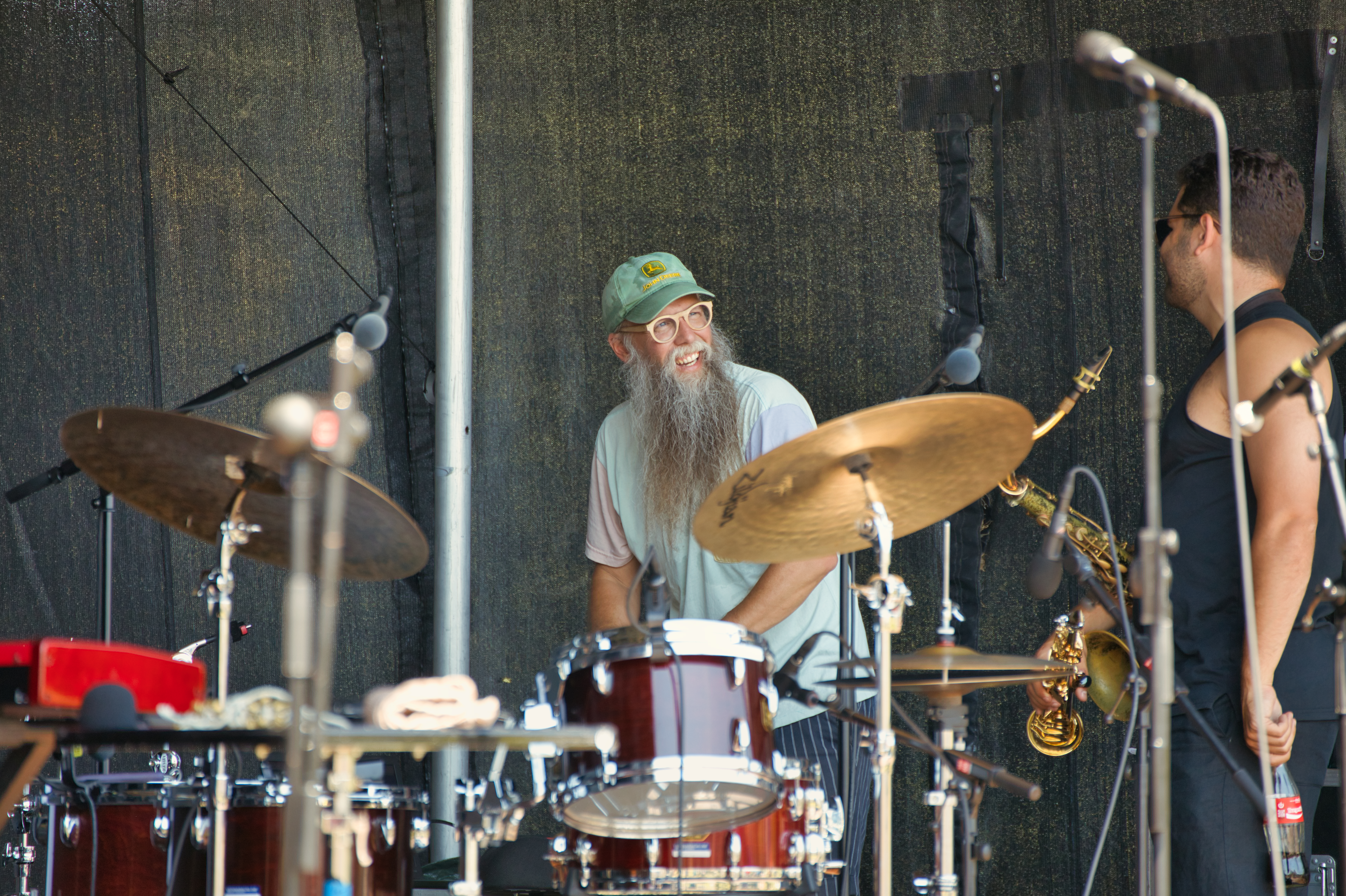
Beim Soundcheck 2025

## Belege
1. ↑  www.inntoene.com
2. ↑  Paul Zauners Jazz-Hof ist einfach ein guter Ort auf www.nachrichten.at (aufgerufen am 29. Mai 2018)
3. ↑  Jazz-Festival INNtöne auf August verschoben. In: ORF.at. 27. Mai 2020, abgerufen am 27. Mai 2020.
4. ↑  Raimund Meisenberger: Inntöne 2020: Musikhören ist Freiheit, die Maske egal. Abgerufen am 28. August 2020.
5. ↑  Redaktion JazzZeitung: Die Corona-Ausgabe des „Inntöne“-Festivals. In: JazzZeitung. 25. August 2020, abgerufen am 28. August 2020 (deutsch).
6. ↑  Was bleiben wird: „Inntöne“ und „Outreach“ – zwei österreichische Jazzfestivals demonstrieren, dass in der Corona-Krise auch Chancen liegen. 17. August 2021, abgerufen am 28. Juli 2025.
7. ↑  Die Inntöne 2018 in Ö1. In: Ö1. 31. Januar 2019, abgerufen am 28. Juli 2025.
8. ↑   Sponsoren und Partner des INNtöne-Jazzfestivals (Memento vom 11. November 2011 im Internet Archive)
9. ↑  Hypnotische Jazz-Grooves der allerfeinsten Güte Das 26. „INNtöne-Jazzfestival“ am Bauernhof in Diersbach bei Schärding Neues Volksblatt vom 14. Juni 2011
10. ↑  Deutschlandfunk - Programmtipp
11. ↑  Sebastian Scotney in Allaboutjazz vom 25. Juni 2011
12. ↑  Shuttle Service
13. 1 2  ORF vom 9. Juni 2011: "... eine ausgewogene Mischung an heimischem und internationalem Jazz"
14. ↑  Farm Vision: INNtöne Celebrates 25 Years (Aufgerufen am 22. Juni 2019) “INNtöne has been hidden away from much of the world for a quarter century. (Attendees largely come from Austria, Germany and Switzerland.) It stays afloat via ticket sales, some government funds, catering fees (would you like vegan or vegetarian?) and the occasional sponsor. Zauner, who also owns PAO Records, is fine with not charging fees for parking or camping on his land. Some festivalgoers have suggested that he build an amphitheater on the other side of the farmhouse, where his 83-year-old mother lives. He brushes aside such notions. ‚I’m doing this just the same way‘, he asserted. ‚Getting bigger would not be good for me, soul-wise.‘”
15. ↑  Todesanzeige von Maria Zauner, Altbäuerin vom Buchmannhof
16. ↑  INNtöne Jazz Festival 2019 (Aufgerufen am 22. Juni 2019) “INNtöne is the remarkable creation of a remarkable figure in jazz. The food and wine and beer and companionship and family feel of this festival are very special. The Austrians use the word ‘Servus!’ when they greet, or part, or want to say ‘cheers!’ It conveys the happy spirit of this convivial festival.”
17. ↑  JazzZeitung.de (Aufgerufen am 23. Juni 2019)